# Tinh vân Wreath
Tinh vân Wreath (còn gọi là Barnard 3 hoặc IRAS nhẫn G159.6-18.5 là một tinh vân phát xạ và vùng H II có bán kính khoảng 22 năm ánh sáng, nằm khoảng 1.000 năm ánh sáng trong thiên hà Ngân Hà trong phức hợp đám mây phân tử Perseus, gần ranh giới với chòm sao Kim Ngưu. Những đám mây liên sao như thế này là những vườn ươm sao, nơi sinh ra những ngôi sao bé.
Vòng màu xanh lá cây được tạo thành từ những hạt bụi nhỏ li ti có thành phần rất giống với sương khói được tìm thấy ở đây trên Trái đất. Đám mây đỏ ở giữa có lẽ được làm từ bụi có nhiều kim loại và mát hơn các khu vực xung quanh. Ngôi sao sáng ở giữa đám mây đỏ, được gọi là HD 278942, phát sáng đến mức có khả năng là thứ khiến cho hầu hết các vòng xung quanh phát sáng. Trên thực tế, những cơn gió sao mạnh mẽ của nó là thứ đã loại bỏ bụi ấm xung quanh và tạo ra đặc điểm hình chiếc nhẫn ngay từ đầu. Vùng màu vàng lục sáng bên trái của trung tâm tương tự như vòng, mặc dù dày đặc hơn. Những ngôi sao màu trắng hơi xanh rải rác khắp nơi là những ngôi sao nằm ở phía trước và phía sau tinh vân này.
Các khu vực tương tự tinh vân này được tìm thấy gần dải Ngân hà trên bầu trời đêm. "Vòng hoa" hơi nằm ngoài dải này, gần ranh giới giữa các chòm sao Perseus và Kim Ngưu, nhưng ở khoảng cách tương đối gần chỉ khoảng 1.000 năm ánh sáng, đám mây vẫn là một phần của Dải Ngân hà của chúng ta.
Màu sắc được sử dụng trong hình ảnh này đại diện cho các bước sóng cụ thể của ánh sáng hồng ngoại. Màu xanh lam và lục lam (xanh lam) đại diện cho ánh sáng phát ra ở bước sóng 3,4 và 4,6 micron, chủ yếu là từ các ngôi sao. Màu xanh lá cây và màu đỏ đại diện cho ánh sáng từ 12 và 22 micron, tương ứng, chủ yếu được phát ra từ bụi.